# Dominik Nerz
Dominik Nerz (* 25. August 1989 in Wangen im Allgäu) ist ein ehemaliger deutscher Radrennfahrer.

## Sportliche Karriere
Nerz begann bereits im Schulalter mit dem Radsport. Mit 17 Jahren wurde er 2006 deutscher Bahnradmeister in der Mannschaftsverfolgung der Juniorenklasse. Im Jahr darauf gewann er in der Juniorenklasse eine Etappe und die Gesamtwertung beim Giro di Toscana. Bei der Trofeo Karlsberg gewann er ein Teilstück und wurde Zweiter der Gesamtwertung. Außerdem wurde er Erster der Gesamtwertung bei der Tour du Valromey, bei der Internationalen Cottbus-Rundfahrt und beim Napoleoncup. 2007 wurde Nerz schließlich auch deutscher Bergmeister und gewann die Gesamtwertung der Rad-Bundesliga in der Juniorenklasse.
Als U23-Fahrer fuhr Nerz 2008 für das Team Ista und 2009 für das deutsche Continental Team Milram. Für das Farmteam des UCI ProTeam Milram konnte er 2009 mit dem Gewinn der deutschen Straßenmeisterschaft der U23 seinen größten Nachwuchserfolg feiern. Danach erhielt er 2010 beim ProTeam Milram einen Vertrag.
Nach der Auflösung des Teams wurde Nerz durch die italienische Mannschaft Liquigas-Cannondale verpflichtet, für die er als Helfer von Vincenzo Nibali mit der Vuelta a España 2011 und der Tour de France 2012 zwei große Landesrundfahrten bestritt und die er auf den Plätzen 38 und 47 beendete.
2013 wechselte er zum BMC Racing Team und verpasste als Vierter der schweren 16. Etappe der Vuelta a España 2013 einen Sieg bei einem WorldTour-Rennen nur knapp. Er beendete die Rundfahrt als Gesamtvierzehnter. Bei der Vuelta a España 2014 wurde er 18. der Gesamtwertung, obwohl er auf der 4. Etappe über sechs Minuten verlor, nachdem er seinem Teamkapitän Cadel Evans nach einem Defekt sein Vorderrad überlassen musste.
2015 wurde Nerz vom deutschen Professional Continental Team Bora-Argon 18 als Kapitän für die Grand Tours verpflichtet. Aufgrund von Erkrankungen, verursacht durch einige Rennunfälle, konnte er die Erwartungen der Mannschaft jedoch nicht erfüllen. Zum Ende der Saison 2016 beendete Nerz, der mehrfach in Rennen Kopfverletzungen erlitt und über Kopfschmerzen, Schwindel und Orientierungsstörungen klagte, seine Karriere als Radrennfahrer aus diesen gesundheitlichen Gründen im Alter von 27 Jahren.

## Trivia
2019 verarbeitete er seine Erfahrungen als Profi im Straßenradsport in dem Buch Gestürzt.

## Erfolge
2006
- Deutscher Meister – Mannschaftsverfolgung (Junioren) mit Fabian Schaar, Michael Riedle und Christopher Schmieg

2007
- Giro di Toscana (Junioren)
- eine Etappe Trofeo Karlsberg
- Deutscher Meister - Berg (Junioren)
- Gesamtwertung und drei Rennen Junioren-Rad-Bundesliga

2008
- Deutsche Meisterschaft - Berg (U23)

2009
- Deutscher Meister - Straßenrennen (U23)
- eine Etappe Giro della Valle d’Aosta

2015
- Mannschaftszeitfahren Giro del Trentino

## Grand Tours-Platzierungen
| Grand Tour            | 2011 | 2012 | 2013 | 2014 | 2015 |
| --------------------- | ---- | ---- | ---- | ---- | ---- |
| Giro d’ItaliaGiro     | –    | –    | –    | –    | –    |
| Tour de FranceTour    | –    | 47   | –    | –    | DNF  |
| Vuelta a EspañaVuelta | 38   | –    | 14   | 18   | –    |